# Scarlet Nexus
Scarlet Nexus é um RPG de ação hack and slash que desenvolvido pela Bandai Namco. Ele foi anunciado pela primeira vez durante o evento digital "Xbox 20/20" da Microsoft, que ocorreu em 7 de maio de 2020. Foi lançado em 25 de junho de 2021 para Windows, PlayStation 4, PlayStation 5, Xbox One e Xbox Series X e Series S.

## Gameplay
Os jogadores podem assumir o controle de Yuito Sumeragi ou Kasane Randall, membros da Outra Força de Supressão (OSF) que têm a tarefa de defender a cidade de criaturas conhecidas como Outros. Enquanto eles estão equipados com armas de curto alcance como uma espada, Yuito e Kasane possuem a habilidade de psicocinese, permitindo-lhes lançar objetos e destroços em inimigos hostis. Os poderes do protagonista podem ser atualizados acessando o "mapa do cérebro", que serve como a árvore de habilidades do jogo. Conforme os jogadores progridem, eles encontram diferentes membros do grupo que os auxiliam no combate. Cada companheiro tem suas próprias habilidades de combate únicas, que podem ser adquiridas pelos protagonistas por meio de uma habilidade chamada "ligação cerebral".

## História
Situado em um futuro próximo e uma realidade alternativa onde a humanidade desenvolve tecnologia e forma a sociedade com base nas substâncias encontradas no cérebro humano. Essas substâncias também concedem aos humanos superpoderes extra-sensoriais. A Outra Força de Supressão (OSF) recruta membros com habilidades sobrenaturais para proteger a humanidade dos Outros, monstros que descendem do Cinturão de Extinção.

## Desenvolvimento
O jogo está sendo desenvolvido pela Bandai Namco Studios no Japão. Keita Iizuka é o produtor do jogo, enquanto Kenji Anabuki foi o diretor do jogo, os dois trabalharam na série Tales. De acordo com Iizuka, o termo "Nexus Escarlate" significa "conexão vermelha" ou "ligação vermelha". Portanto, "objetos ou pessoas conectadas com linhas vermelhas representam uma grande parte no visual e na arte chave" do jogo. O artista Masakazu Yamashiro combinou formas de vida orgânicas e elementos mecânicos para criar um design único para os Outros, os inimigos dos protagonistas. No jogo, enquanto os Outros invadem apenas para consumir cérebros humanos, a humanidade já desenvolveu um sistema para prever sua invasão. O diretor do jogo Kenji Anabuki os comparou a desastres naturais com os quais os humanos precisam coexistir. Dado o tema, a história e o cenário do jogo, a Bandai Namco chamou Scarlet Nexus de um jogo de "brain punk".
Foi anunciado pela primeira vez durante o evento digital "Xbox 20/20" da Microsoft, que ocorreu em 7 de maio de 2020. O jogo está programado para ser lançado para Windows, PlayStation 4, PlayStation 5, Xbox One e Xbox Series X / S em 25 de junho de 2021.

## Anime
Em 18 de março de 2021, uma adaptação de série de anime para televisão produzida pela Sunrise foi anunciada e licenciada pela Funimation fora da Ásia. A Medialink licenciou o anime no sul e sudeste da Ásia. Hiroyuki Nishimura está dirigindo a série e Yōichi Katō, Toshizo Nemoto e Akiko Inoue estão escrevendo os roteiros da série, com Nishimura e Yuji Ito criando os personagens, e Hironori Anazawa compondo a música da série. A série estreou mundialmente em 1º de julho de 2021, terminando em 26 de dezembro do mesmo ano.
O anime recebeu dublagem em português brasileiro e está disponível na Funimation.